# HD 52030
HD 52030，又名BD+70 432，SAO 6074、HR 2617，是一颗恒星，视星等为6.5，位于銀經144.56，銀緯26.67，其B1900.0坐标为赤經6h 54m 33s，赤緯+70° 26.67′ 36″。